# Jardin du Musée-hôtel Le Vergeur
Le  Jardin du Musée-hôtel Le Vergeur  est un parc rémois de 1 300 m2, situé à l’arrière du Musée-hôtel Le Vergeur. Intimiste, il fait l’objet d’exposition à thème, présente des éléments du patrimoine historiques de Reims ainsi qu’une collection d’arbres et d’arbustes.
Il est situé dans le Centre-ville de Reims.

## Histoire
Hugues Krafft rachète le site avec la bâtisse Renaissance en 1910 pour en faire son hôtel particulier avec le jardin qui sort très endommagé par les bombardements de la grande guerre. Il fait reconstruire les bâtiments et simultanément se fait attribuer des éléments d’architecture du patrimoine historique de Reims détruit par la guerre qu’il fait installer dans le jardin.
À sa mort en 1935, Hugues Krafft a légué le site, bâtiment et jardin à la Société des amis du vieux Reims (SAVR). La ville de Reims en assure la gestion depuis 2019 et a décidé d’ouvrir le Jardin du musée Le Vergeur au public.

## Description
Le Jardin du musée Le Vergeur est un jardin à l'ancienne mais aussi un conservatoire d'architecture.
De nombreuses parties de bâtiments rémois détruits ont été démontées et remontées dans ce jardin.
Il est contenu dans un parc clos sur trois des angles par un mur et sur le quatrième par le bâtiment du Musée-hôtel Le Vergeur.
On y accède au no 38 de la place du Forum, à côté de l’entrée du Musée-hôtel Le Vergeur.

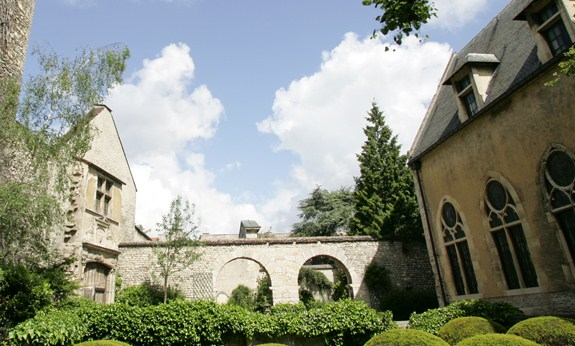
vestiges de l'ancienne commanderie des Templiers à Reims, dite Maison Templière.

## Les activités
Le Jardin du Musée-hôtel Le Vergeur, outre la présentation d’éléments du patrimoine historique de Reims, fait régulièrement l’objet d’exposition sous forme de parcours dans le jardin. En 2022, une exposition est consacrée à Madeleine Riffaud dite Rainer, femme résistante.

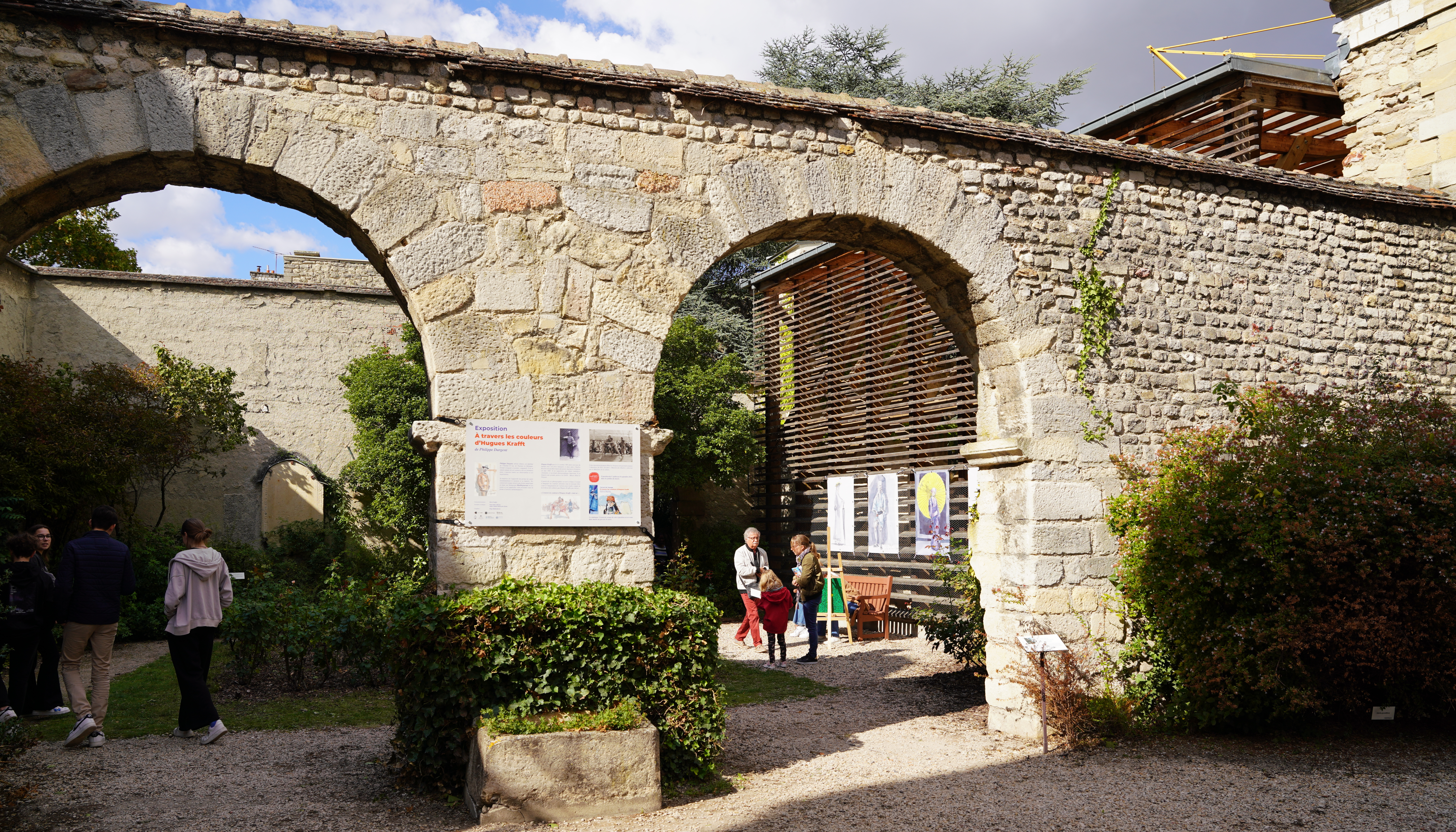
Exposition « A travers les couleurs d’Hugues Krafft » de philippe Dargent.

## Éléments du patrimoine historique de Reims
- Portail de l'Ancien hôpital Saint-Marcoul,
- Arcades de l'église des Templiers de Reims,
- Portail de l’ancien hôtel Lagoille de Courtagnon[2].

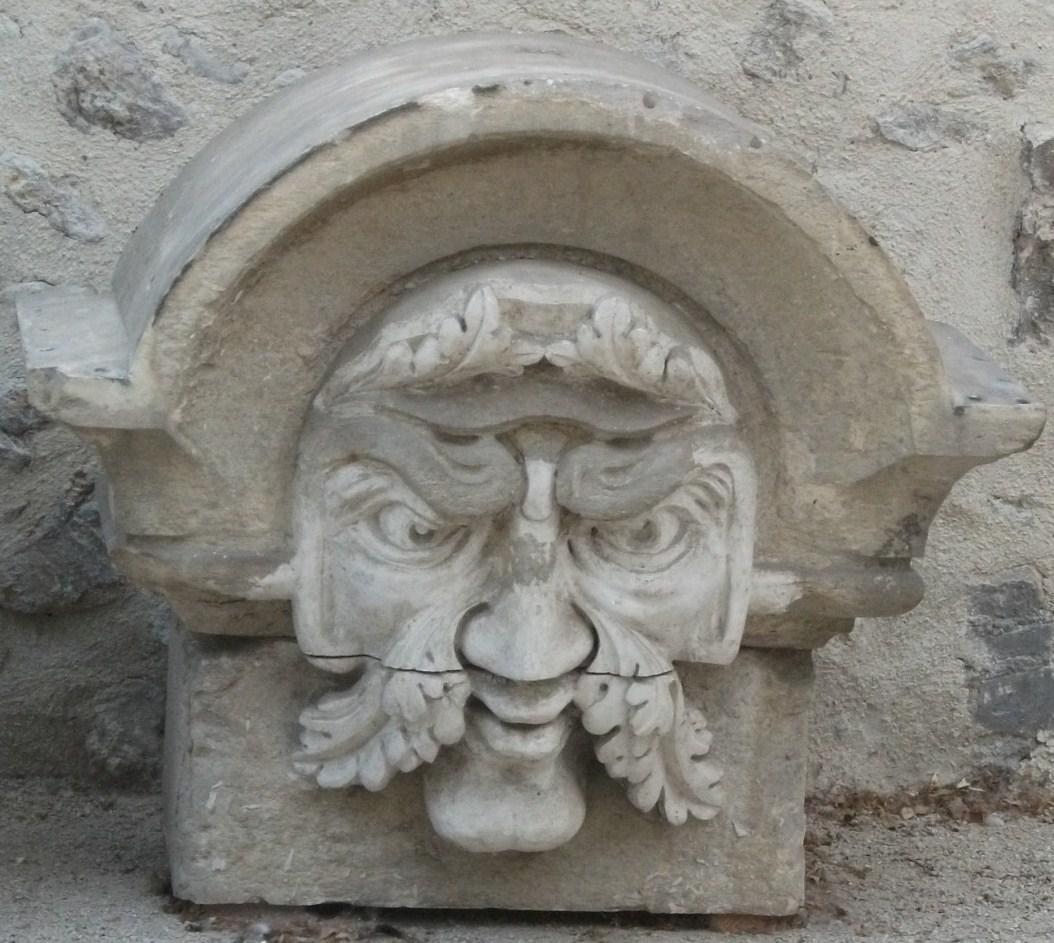
Tête de faune collectée à Reims et entreposée dans la cour du musée.
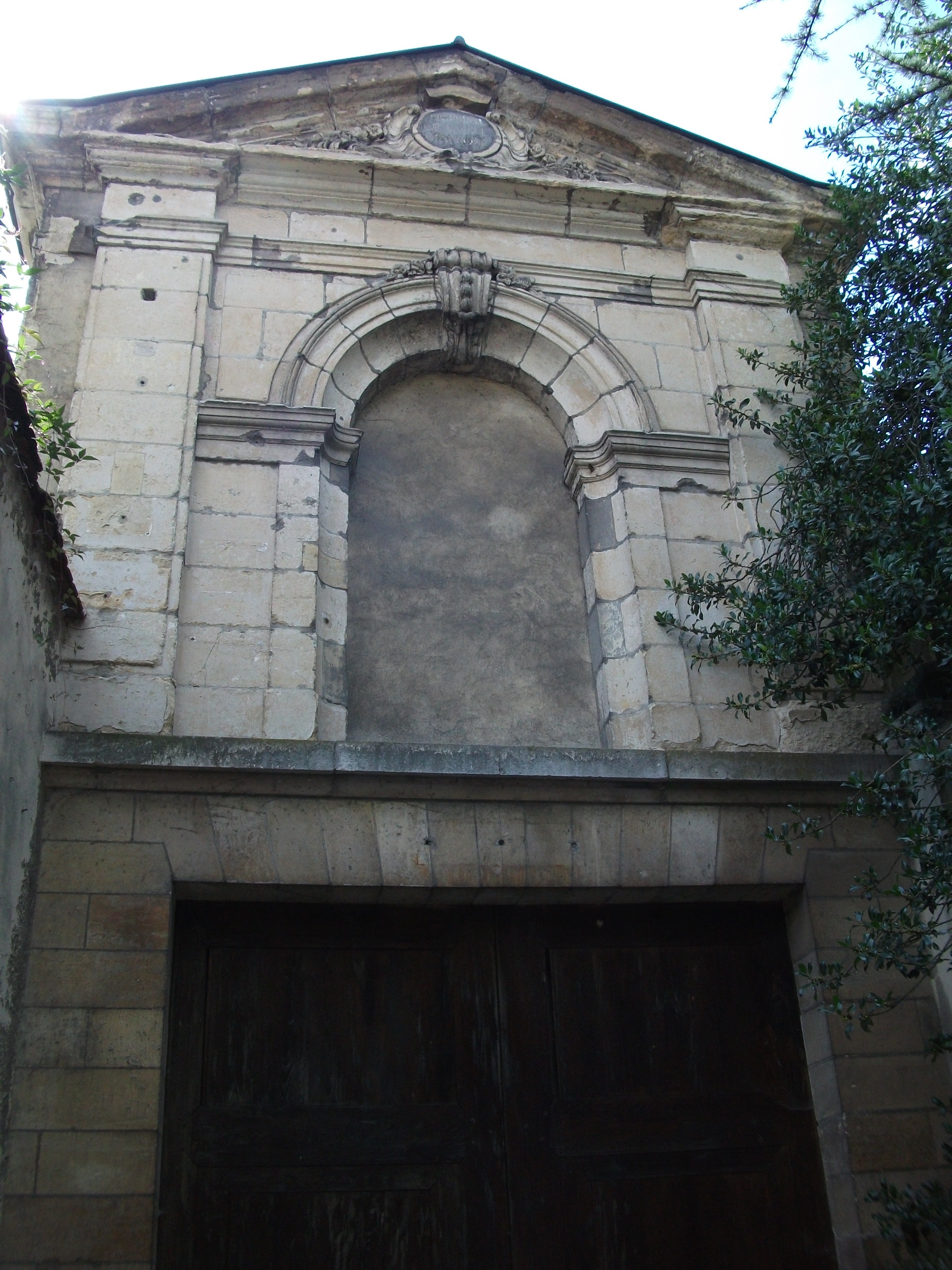
Le porche de l'hôpital Saint-Marcoul.
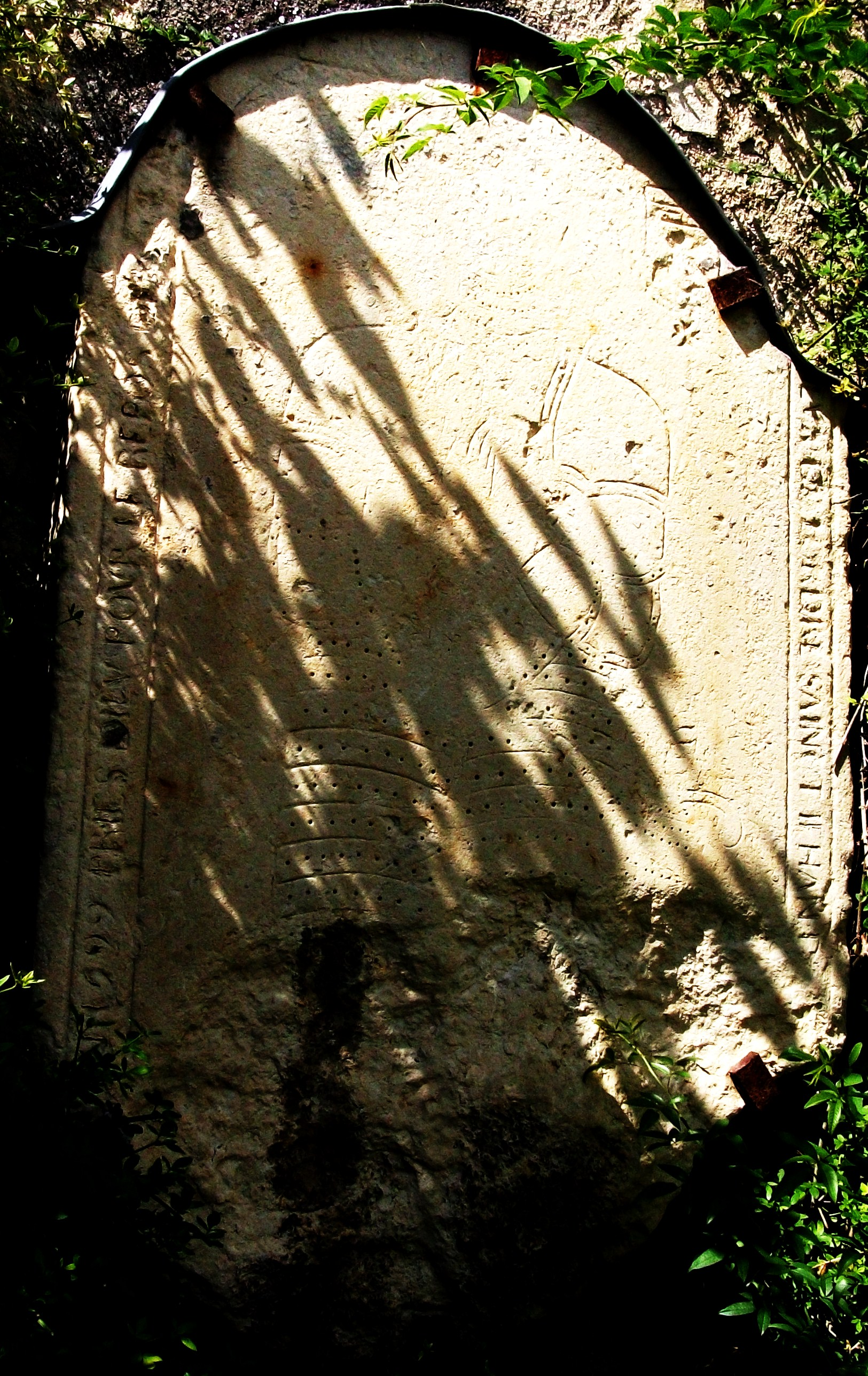
Gisant d'un chevalier du Temple.

## Collection d’arbres et d’arbustes
Il comporte une collection d’arbres et d’arbuste tels un poirier Rousselet, un fau dit tortillard de la forêt de Verzy ainsi qu'un cèdre rapporté par Hugues Krafft de son voyage en Tunisie.
Des nombreuses plantes sont étiquetées.

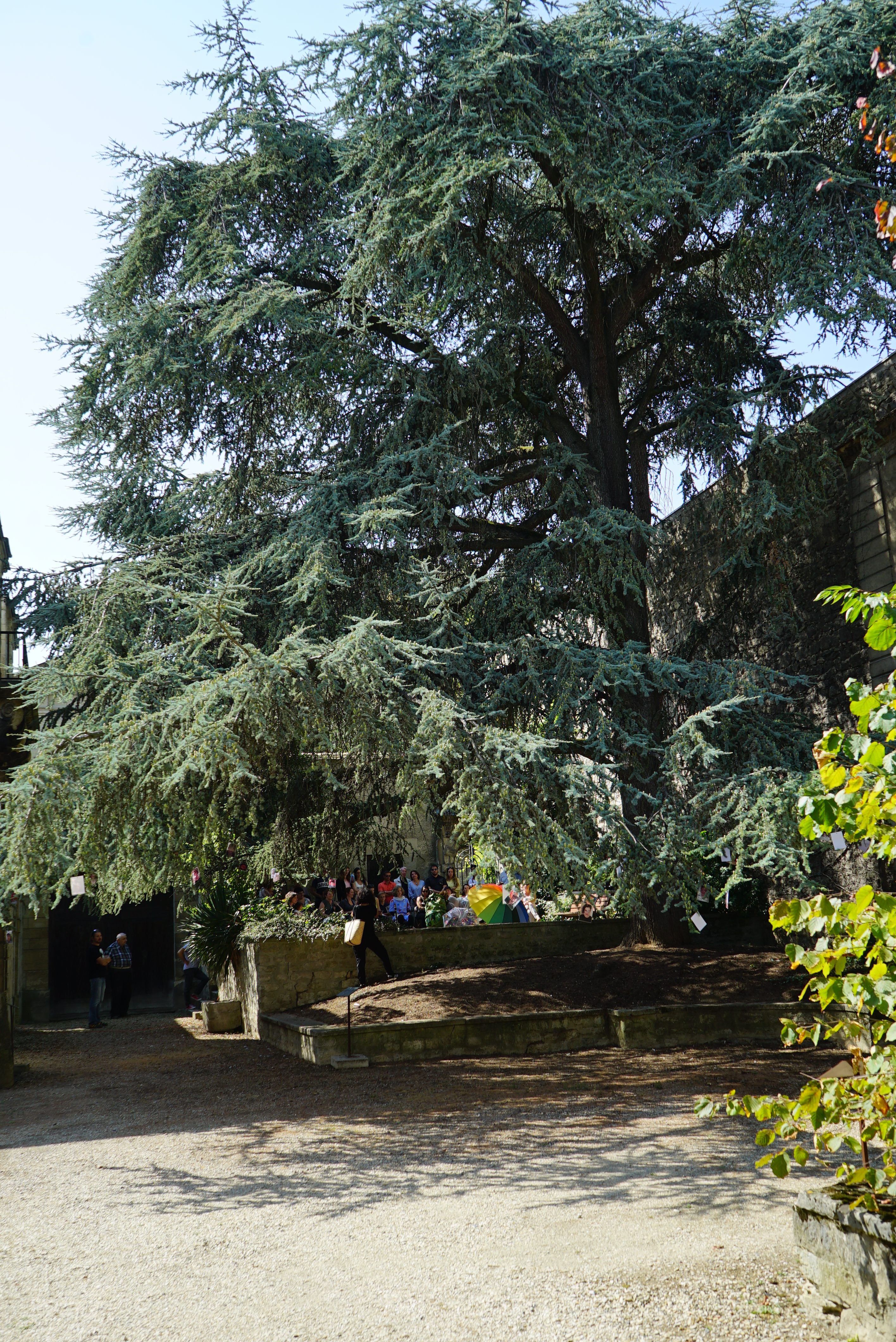
Cèdre dans le jardin.